# Armeniens historia

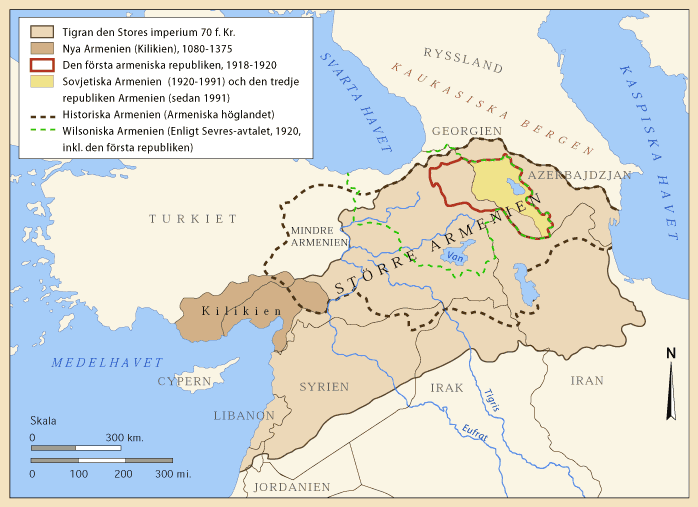
Armenien genom historien.

Armeniens historia går årtusenden tillbaka i tiden. Samtidigt som högkulturerna strax söder om Armenien uppstod tämligen avancerade kulturer i det som nu är Armenien. Det moderna självständiga Armenien utropades 1991.

## Tidig historia och kungadömen
Staten Armenien utgör endast en liten del av det historiska område som kallats Armenien, vilket numera till stor del utgörs av östra Turkiet, ibland kallat Västarmenien. Armenien utgör en mycket gammal statsbildning med rötter i antiken. Som land omnämns det för första gången i historien av den persiske kungen Dareios I, i hans beskrivning av erövringen av landet. Armeniska nationen har sin vagga i området runt sjön Vansjön (Turkiet).
Kungadömen i Armenien:
- Kungariket Armenien (antiken)  (331 f.Kr.–428)
  - dynastin Artasjisian (190 f.Kr.–12 f.Kr.)
  - dynastin Arsjakunian (53–423 e.Kr.)
- Bagratidkungariket Armenien (862–1045)
- Lilla Armenien (1080–1375)
  - dynastin Rubinian (1187–1375), som till skillnad från de andra kungadömen som regerade på det Armeniska höglandet, grundades i Kilikien vid Medelhavskusten och blev en viktig allierad för de latinska staterna under korstågen

## Tidig kristen tid
Landet blev ortodoxt kristet år 301 e.Kr. och en del av den orientaliskt ortodoxa kyrkan. Armenien var det första landet som antog kristendomen som officiell religion. Som Armeniens apostel och grundaren av den armeniska kyrkan nämns martyrerna Judas Taddeus och Bartolomaios medan Gregorios Upplysaren anses som Armeniska apostoliska kyrkans förste katolikos (patriark).

## 1800-talet
Under 1800-talet annekterades området av Kejsardömet Ryssland som upprättade guvernementet Erivan år 1850.

## 1900-talet

### Första världskriget och republiken Armenien
Den 24 april 1915 inleddes det i dåvarande Osmanska riket ett folkmord på armenierna. Detta innebar att mellan en och två miljoner armenier och andra kristna dödades eller deporterades, och många tvingades på flykt. Än idag finns diskussionen mellan armenier och turkar om det som pågick under de åren och Turkiet erkänner inte de angivna händelserna.
Dagens Armenien utgör egentligen endast periferin i det historiska Armenien som förutom nuvarande område även omfattade delar av dagens östra Turkiet, med centrum för den armeniska nationen runt sjön Vansjön. Den första republiken Armenien utropades den 28 maj 1918 och enligt freden i Sèvres år 1920 skulle landet bli självständigt. Landet hette Demokratiska republiken Armenien.

### Sovjetiska tiden
Avtalet nullifierades dock av freden i Lausanne 1923. Denna tvingades fram av den nya republiken Turkiet – under Mustafa Kemal Atatürks ledning – som vägrade godkänna avtalet i Sèvres. År 1922 intogs Armenien av ryska bolsjeviker, och den 2 december 1922 delades det mellan Turkiet och Sovjetunionen. År 1936 bildades den armeniska sovjetrepubliken Armeniska SSR.
Under tiden i Sovjetunionen fick Armenien en materiellt bättre standard, men många drabbades även av förföljelse.
Nationalismen levde dock kvar bland många människor, även om många inte vågade uttrycka sina känslor offentligt. Den 24 april 1965 gav sig 10 000 armenier ut på gatorna i Jerevan i ett försök att påminna omvärlden om armeniska folkmordet 1915, vilket då var 50 år sedan. Detta var den första större liknande demonstrationen i Sovjetunionen.
Under slutet av 1980-talet hade Armenien stora problem med utsläpp. Det sena 1980-talet, med Michail Gorbatjov som ledare i Sovjetunionen, var också en tid då många armenier började kräva självständighet.

## Armenien efter självständigheten
Armenien förklarade sig självständigt den 23 augusti 1990 efter Sovjetunionens kollaps och tog då avstånd från kommunismen; landet erkändes 21 september 1991. 1988, tre år innan Sovjetunionens kollaps, krävde den högsta sovjeten Nagorno-Karabach att denna autonoma enklav skulle brytas ut ur sovjetrepubliken Azerbajdzan och anslutas till Armeniska SSR. Beslutet avslogs både av sovjeten i Baku och i Moskva. Oroligheterna ledde till en blodig väpnad konflikt som varade fram till 1994 då ett eldupphör trädde i kraft. De armeniska styrkorna i Nagorno-Karabach (varken Armeniska SSR eller republiken Armenien har officiellt varit aktivt inblandat i konflikten) lyckades säkra sin självständighet och inrättade en buffertzon runt regionen. Sedan 1994 har den så kallade Minsk-gruppen inom OSSE, med USA, Ryssland och Frankrike i spetsen, agerat som medlare i försök för att lösa dödläget.
27 oktober 1999 dödades premiärminister Vazken Sargsian, talmannen, och sex andra politiker vid en beskjutning av parlamentet av en grupp beväpnade män.
2006 firade Armenien 15 år som självständig stat.
I presidentvalet den 19 februari 2008 segrade den sittande premiärministern Serzj Sargsian.
Det politiska läget i Armenien var länge instabilt, men efter millennieskiftet etablerade sig det nationalistiska och högerinriktade Republikanska partiet (HHK) som statsbärande parti. Flera protestvågor mot partiets auktoritära politik stärkte oppositionsledaren Nikol Pasjinjan, inte minst sedan han dragit igång en kampanj mot korruptionen. Pasjinjan lyckades driva igenom ett nyval och få in sina anhängare som majoritet i parlamentet. Sedan den 8 maj 2018 har han varit landets premiärminister. Det folkliga stöd han haft som regeringschef har försvunnit efter Armeniens nederlag i krig mot Azerbajdzjan 2020. Trots det har Pasjinjan nu utropat seger efter ännu ett nyval.